# Сіра акула Сейла
Сіра акула Сейла (Carcharhinus sealei) — акула з роду Сіра акула родини сірі акули. Отримала свою назву на честь американського іхтіолога Елвіна Сейла. Інша назва «крапчаста сіра акула».

## Опис
Загальна довжина досягає 95-100 см. Середні розміри — 70-80 см. Голова помірно невелика. Морда довга й закруглена. Очі великі, овальної форми, з мигательною перетинкою. У неї 5 пар зябрових щілин. Рот помірного розміру, дугоподібний. Зуби гострі, зі скошеною верхівкою. На нижній щелепі зуби більш вузькі ніж на верхній. Тулуб стрункий, веретеноподібний. Грудні плавці широкі, середнього розміру, з округленими кінцівками. Має 2 спинних плавця. передній плавець значно більше за задній. Передній спинний плавець має серпоподібну форму. Розташовано позаду грудних плавців. Задній спинний плавець розташовано дещо позаду анального плавця. Хвостовий плавець гетероцеркальний, верхня лопать набагато перевищує нижню.
Забарвлення спини сіре або сіро-коричневе. Черево має білий колір. На кінчику заднього спинного плавця присутня чорна пляма, що є характерною ознакою цього виду сірих акул.

## Спосіб життя
Тримається на глибині до 40 м, у прибережних водах, серед коралових рифів з піщаним ґрунтом, на континентальному шельфі. Живиться дрібними костистими акулами, креветками, кальмарами. Небезпеку для неї становлять акули-молоти, тигрові та рифові акули.
Статева зрілість настає у віці 1 року та розмірі 60-70 см. Це живородна акула. Вагітність триває 9 місяців. Самиця народжує 1-2 акуленят завдовжки 33-45 см.
М'ясо їстівне, акула є об'єктом вилову рибалок-аматорів. Для людини не становить загрози.
Тривалість життя 5 років.

## Розповсюдження
Мешкає уздовж африканського узбережжя від ПАР до Кенії й Сейшельських островів, також біля Мадагаскару та Маврикію. Також зустрічається біля Пакистану, західного узбережжя Індії, Шрі-Ланки, Малайзії, Індонезії, Філіппін, від Таїланду до Китаю, північної Австралії.